# 波米耶 (安德尔省)
波米耶（法語：Pommiers，法語發音：[pɔmje]）是法国安德尔省的一个市镇，位于该省南部，属于拉沙特尔区。

## 地理
波米耶（46°31'23"N, 1°39'23"E）面积12.19 平方千米，位于法国中央-卢瓦尔河谷大区安德尔省，该省份为法国中部省份，北起卢瓦-谢尔省，西北接安德尔-卢瓦尔省，西南接维埃纳省，南至克勒兹省和上维埃纳省，东临谢尔省。
与波米耶接壤的市镇（或旧市镇、城区）包括：沙万、加尔日莱斯-当皮埃尔、马利科尔奈、奥尔塞讷、巴德孔-勒潘。

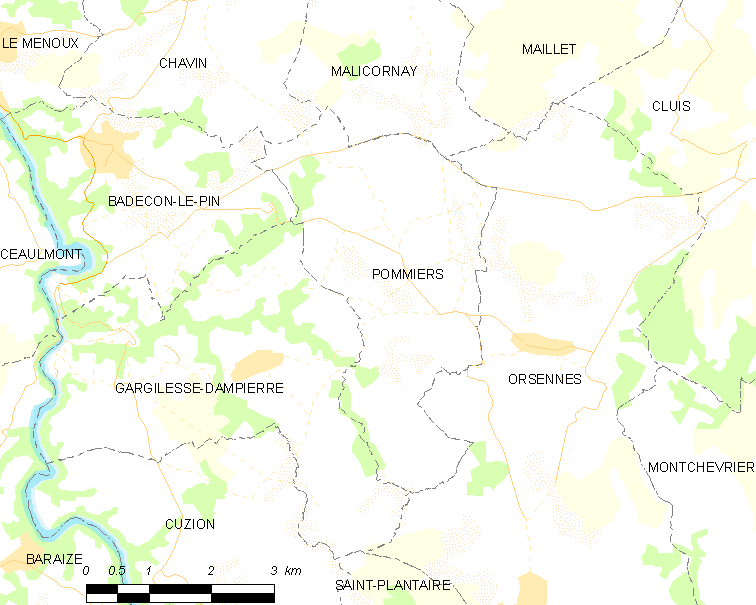
的OSM定位图

波米耶的时区为UTC+01:00、UTC+02:00（夏令时）。

## 行政
波米耶的邮政编码为36190，INSEE市镇编码为36160。

## 政治
波米耶所属的省级选区为克勒兹河畔阿让通县。

## 人口

1962-2008年间人口变化图示

波米耶于2022年1月1日时的人口数量为228人。